# Agonie d'agapè
Agonie d'agapè (Agapē Agape), publié en 2002, est un court roman posthume de William Gaddis.

## Présentation
Le texte se présente comme une agonie d'écrivain : un monologue ininterrompu, une simulation de dialogue sans véritable interlocuteur (vous m'entendez ?, vous ne me croyez pas), avec une mise en bouche (intonations, accélérations, reprises, corrections...), et une ponctuation faible. Si quelqu'un m'entendait il se dirait que je perds la, que j'ai perdu les pédales peut-être que c'est le cas (p. 48).
La personne semble hospitalisée, alitée : anesthésie, réanimation, ce lit d'hôpital, un autre homme banni du monde des vivants (p. 27),
une jambe complètement engourdie, 
une satanée jambe cuirasse,
l'aiguille dans la veine goutte à goutte,
drap humide, 
problème respiratoire, 
la moitié de mon poids,
saignements,
la peau comme du papier de soie,
cataracte, 
me faire opérer,
toutes les migraines,
les médicaments le prix de ces médicaments (p. 53),
prednisone, mitoxantrone...
La perte d'autonomie porte surtout sur la masse de documents, livres, fiches, articles, notes, coupures, où il faut remettre de l'ordre, dans ces piles où il regrette de ne pas trouver l'information nécessaire à appuyer son discours : tout ce fichu tas éparpillé partout (p. 70), en vieillissant votre seul refuge est votre travail (p. 26).
Il est beaucoup question de littérature. Les principaux auteurs cités sont George du Maurier (avec Trilby et Svengali), Tolstoï pour La Sonate à Kreutzer (et son personnage de Podznytchev) et Flaubert. Ambrose Pierce, Hawthorne, Melville, Henry James, Ezra Pound, Walt Whitman, Rimbaud, Maupassant, Huysmans, Keats, Dostoïevski, Tourgueniev, Tocqueville, Chesterton, Friedrich, , Aristophane, Joyce... La question est de s'opposer à la position des médiocres de Platon qui veulent bannir Homère et tous les poètes et peintres et sculpteurs (p. 73).
La musique est également très présente : Bach, Tchaïkovsky, Knabe, Brückner, Debussy, Grieg, Rachmaninov, Paderewski, Gerschwin, Eliot, Mozart, Paganini, Litzt, Berlioz, Wagner, Beethoven, Hoffmann, Schubert... Mais aussi Glenn Gould, Paganini, Louis Moreau Gottschalk, Steinway, Wertheimer, Vladimir Horowitz, et les interdictions de divers modes musicaux par Platon. Et surtout tout un développement sur le piano mécanique, le rouleau de piano pneumatique Welte-Mignon (1904) et les premiers enregistrements des Variations Goldberg, l'orgue de cinéma (de type Wurlitzer), et tout ce que le vieil homme appelle ces énormes marchés du non-musical et du demi-musical (p. 44). 
Selon la courte postface de Matthew Gaddis, fils de l'auteur, le livre a été conçu au départ comme un long essai sur la mécanisation dans les arts via une histoire sociale et exhaustive du piano mécanique en Amérique (p. 92). Cela explique les nombreuses références aux automates : Héron d'Alexandrie, Jacques Vaucanson, Éli Whitney, Joseph Marie Jacquard, Charles Babbage, Herman Hollerith, Norbert Wiener et Ian Wilmut (de Dolly (brebis)), clones et produits des arts imitatifs (p. 38), dont Philo Farnsworth.
Parmi les références scientifiques : Willard Gibbs, Albert Einstein, Max Planck, Werner Heisenberg, mais aussi Pasteur, et mon Sigi (le Sigmund Freud de l'hystérie). Parmi les références philosophiques : Platon, Aristote, Pythagore, Empédocle, Bentham, Kierkegaard, Nietzsche, Johan Huizinga, Paul Valéry, Walter Benjamin. Oskar Pfister, ou encore Mary Baker Eddy...
Ma thèse le divertissement parent de la technologie [...] l'authenticité préservée dans la musique elle-même et l'interprétation fugitive par son meilleur interprète ou le compositeur lui-même (p. 47), en opposition aux contrefaçons aux clones à la mécanisation de tout ce qui existe (p. 48). Le vieillard constate l'effondrement de tout, l'entropie qui submerge toutes choses : tout se transforme en dessin animé (p. 21).
La rage de l'écrivain contre la cérémonie de l'innocence (p. 77), de l'artiste comme escroc, ventriloque : tu es manipulé par la nature simplement pour perpétuer la lignée familiale, la tribu sociale, la race blanche, l'espèce tout comme les porcs et les lapins (p. 72). La responsabilité de l'écrivain (et de l'artiste) est de se dresser contre ces diktats. Et l'écrivain misanthrope peste contre le monde : on m'a relégué dans la bibliothèque avec les mots de race blanche du programme universitaire, les prix littéraires (cette infection de prix, Pulitzer, National Book Award, quand L'Arc-en-ciel de la gravité est dévoré par tous les lycéens partout (p. 60)), la presse (Infos bidon (p. 63), bref, tout ce qui vise à abaisser le niveau de la stupidité de la bourgeoisie à celui des prolos illettrés. Semi-illettrés, populace, racaille, troupeau abruti et réduit au silence...
Et le vieillard, avec un projet voué à l'échec (p. 46), incrimine mon plagiaire écrivant mes idées avant qu'elles me soient venues (p. 44).
L'Agapé, amour divin inconditionnel des principes, est à l'agonie : Dieu merci je ne vis pas aujourd'hui (p. 37).
La brève postface (du fils de l'auteur) fournit quelques indications sur l'évolution du projet, les strates (dont témoignent les références aux trois filles du personnage, les apories, guère l'agapè.

## Accueil
Les recensions francophones sont peu nombreuses et favorables
,
,
,.